# Šarišské Jastrabie
Šarišské Jastrabie es un municipio del distrito de Stará Ľubovňa en la región de Prešov, Eslovaquia, con una población estimada a final del año 2024 de 1606 habitantes.
Se encuentra ubicado al noroeste de la región, cerca del río Poprad (cuenca hidrográfica del río Vístula) y de la frontera con  Polonia.

## Demografía
| Año        | 1994 | 2004     | 2014     | 2024     |
| ---------- | ---- | -------- | -------- | -------- |
| Población  | 969  | 1170     | 1364     | 1606     |
| Diferencia |      | +20,74 % | +16,58 % | +17,74 % |

| Año        | 2023 | 2024    |
| ---------- | ---- | ------- |
| Población  | 1569 | 1606    |
| Diferencia |      | +2,35 % |